# Lugarda
Lugarda (en francès Lugarde) és un municipi francès situat al departament de Cantal i a la regió d'Alvèrnia-Roine-Alps. L'any 2007 tenia 163 habitants.

## Demografia

### Població
El 2007 la població de fet de Lugarde era de 163 persones. Hi havia 72 famílies de les quals 20 eren unipersonals (8 homes vivint sols i 12 dones vivint soles), 24 parelles sense fills, 20 parelles amb fills i 8 famílies monoparentals amb fills.
La població ha evolucionat segons el següent gràfic:
Habitants censats

### Habitatges
El 2007 hi havia 164 habitatges, 71 eren l'habitatge principal de la família, 79 eren segones residències i 14 estaven desocupats. 159 eren cases i 5 eren apartaments. Dels 71 habitatges principals, 62 estaven ocupats pels seus propietaris, 7 estaven llogats i ocupats pels llogaters i 2 estaven cedits a títol gratuït; 2 tenien dues cambres, 12 en tenien tres, 23 en tenien quatre i 34 en tenien cinc o més. 47 habitatges disposaven pel capbaix d'una plaça de pàrquing. A 33 habitatges hi havia un automòbil i a 26 n'hi havia dos o més.

### Piràmide de població
La piràmide de població per edats i sexe el 2009 era:
| Homes | Edats   | Dones |
| ----- | ------- | ----- |
| 0     | 95 o +  | 0     |
| 0     | 90 a 94 | 3     |
| 3     | 85 a 89 | 4     |
| 2     | 80 a 84 | 2     |
| 4     | 75 a 79 | 8     |
| 9     | 70 a 74 | 8     |
| 6     | 65 a 69 | 7     |
| 4     | 60 a 64 | 5     |
| 4     | 55 a 59 | 3     |
| 5     | 50 a 54 | 4     |
| 11    | 45 a 49 | 7     |
| 6     | 40 a 44 | 5     |
| 5     | 35 a 39 | 3     |
| 3     | 30 a 34 | 4     |
| 3     | 25 a 29 | 3     |
| 5     | 20 a 24 | 3     |
| 6     | 15 a 19 | 3     |
| 4     | 10 a 14 | 4     |
| 3     | 5 a 9   | 3     |
| 2     | 0 a 4   | 1     |

## Economia
El 2007 la població en edat de treballar era de 98 persones, 62 eren actives i 36 eren inactives. De les 62 persones actives 57 estaven ocupades (36 homes i 21 dones) i 5 estaven aturades (3 homes i 2 dones). De les 36 persones inactives 12 estaven jubilades, 3 estaven estudiant i 21 estaven classificades com a «altres inactius».

### Ingressos
El 2009 a Lugarde hi havia 72 unitats fiscals que integraven 157 persones, la mediana anual d'ingressos fiscals per persona era de 13.665 €.

### Activitats econòmiques
Dels 10 establiments que hi havia el 2007, 1 era d'una empresa alimentària, 1 d'una empresa de construcció, 3 d'empreses de comerç i reparació d'automòbils, 3 d'empreses d'hostatgeria i restauració, 1 d'una empresa financera i 1 d'una empresa immobiliària.
L'únic establiment comercial que hi havia el 2009 era una fleca.
L'any 2000 a Lugarde hi havia 17 explotacions agrícoles.

## Equipaments sanitaris i escolars
El 2009 hi havia una escola elemental integrada dins d'un grup escolar amb les comunes properes formant una escola dispersa.

## Poblacions més properes
El següent diagrama mostra les poblacions més properes.